# هروارد کوپنهوفر
هروارد کوپنهوفر (انگلیسی: Herward Koppenhöfer؛ زادهٔ ۲۵ مهٔ ۱۹۴۶) بازیکن فوتبال اهل آلمان است.
از باشگاه‌هایی که در آن بازی کرده‌است می‌توان به باشگاه فوتبال کایزرسلاوترن، باشگاه فوتبال ماینتس ۰۵، باشگاه فوتبال کیکرز اوفنباخ، باشگاه فوتبال هرتابرلین، باشگاه فوتبال بایرن مونیخ، و باشگاه فوتبال اشتوتگارت اشاره کرد.
وی همچنین در تیم ملی فوتبال زیر ۲۱ سال آلمان بازی کرده‌است.